# L'Adoration des bergers (La Tour)
Pour les articles homonymes, voir L'Adoration des bergers.
L'Adoration des bergers est une peinture à l'huile sur toile du peintre français Georges de La Tour réalisée vers 1645 et conservée au musée du Louvre à Paris.

## Thème
C’est l’un des thèmes les plus représentés de l’histoire de l’art, non seulement par des peintres comme Le Caravage, Le Greco ou Giorgione, mais aussi par des sculpteurs comme Damián Forment. La tradition en est féconde au XVIIe siècle chez les peintres caravagesques, qui transforment cette adoration en nocturne éclairé par une bougie.
Il est basé sur l'épisode de l'évangile selon Luc dans lequel les bergers, après avoir reçu le message des anges disant que le Messie était né, se sont rendus à Bethléem pour confirmer la nouvelle.

## Description
La scène est représentée dans un crépuscule très réaliste, provoquée par la lumière d'une bougie tenue dans la main de saint Joseph. Les bergers, une femme, Marie et Joseph entourent l'Enfant Jésus. Un agneau mâche  une brindille issue des feuilles offertes à l'Enfant. Il n'y a ni âne ni bœuf.
Les bergers sont en vêtements contemporains du peintre. La Vierge est valorisée par sa robe rouge, à gauche. Joseph porte la lumière, traditionnel symbole de vérité.